# Burg Stolzemburg
Burg Stolzemburg thront auf einem Hügel über dem Zentrum der Ortschaft Stolzemburg (heute Gemeinde Pütscheid).
Es wurde 1454 durch Gouverneur Antoine Croy zerstört, darnach neu aufgebaut, ist aber 1679 einer Belagerungstruppe des französischen Königs Louis XIV. zum Opfer gefallen.
1898 wurde direkt daneben ein Landhaus angebaut, das sich heute im Privatbesitz befindet und von den Eigentümern als Schloss bezeichnet wird.
Regelmäßig seit 2000 ist das Schloss Kulisse für die Stolzebuerger Planzenbörse, die alle drei Jahre stattfindet.
Am 26. Oktober 2001 wurde die Burg auf der Liste der klassierten Monumente als nationales Monument klassifiziert.
Seit 2007 sind Ausgrabungen im Gange, um die Grundmauern der früheren Burg komplett freizulegen.